# نينو مارتيني
نينو مارتيني (بالإيطالية: Nino Martini)‏ هو مغني أوبرا وممثل إيطالي، ولد في 8 أغسطس 1905 بفيرونا في إيطاليا، وتوفي بنفس المكان في 10 ديسمبر 1976 بسبب نوبة قلبية.

## وصلات خارجية
- نينو مارتيني على موقع IMDb (الإنجليزية)
- نينو مارتيني على موقع ألو سيني (الفرنسية)
- نينو مارتيني على موقع ميوزك برينز (الإنجليزية)
- نينو مارتيني على موقع أول موفي (الإنجليزية)
- نينو مارتيني على موقع قاعدة بيانات الفيلم (الإنجليزية)
- نينو مارتيني على موقع كينوبويسك (الروسية)